# Центр албанологічних досліджень
Центр албанологічних досліджень (алб. Qendra e Studimeve Albanologjike, скорочено QSU) є однією з найважливіших науково-дослідних установ албаномовного світу. Він був заснований у 2007 році урядом Албанії і розташовується в албанській столиці Тирані поруч з університетом.

## Організація

### Керівництво
Вищим керівництвом установи є академічний сенат, до складу якого входять дванадцять учених. За управління та фінанси несе відповідальність канцелярія під головуванням Арбена Скендери. Голова канцелярії одночасно є членом керівної ради, куди входять загалом семеро вчених. Головою керувальної ради є Елвана Металу. Керувальна рада є законодавчим органом, вона здійснює контроль за діяльністю центру.

### Структура
Центр албанологічних досліджень був створений у рамках реструктуризації і модернізації албанської академічної та університетської системи постановою уряду № 559 від 22 серпня 2007 року, підписаною прем'єр-міністром Салі Берішою. Для цього були об'єднані в одну структуру Антропологічно-художній, Археологічний, Лінгвістично-літературний та Історичний інститути. Центр був реорганізований 10 березня 2008 року, ставши науково-дослідним інститутом і отримавши статус міжвузівського органу.

### Завдання
Центр албанологічних досліджень проводить наукові дослідження в галузі албаністики, а точніше в таких чотирьох галузях: культурна антропологія/історія мистецтва, археологія, лінгвістика/література та історична наука. Серед основних пріоритетів центру — критичне вивчення історії країни, зокрема релігійної, чого не було в комуністичний період. Центр управляє архівами та бібліотеками, а також здійснює різні проекти. Наприклад, з 2010 року ведеться робота над Албанською енциклопедією.
Центр є міжвузівською установою, у нього також є магістратура і докторантура.